# Ardha Matsyendrasana

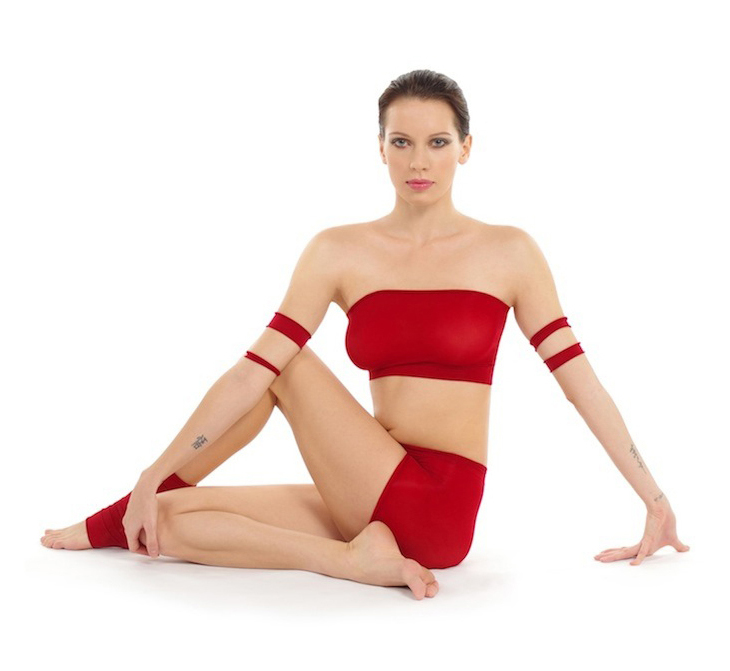
Vorderansicht der Pose

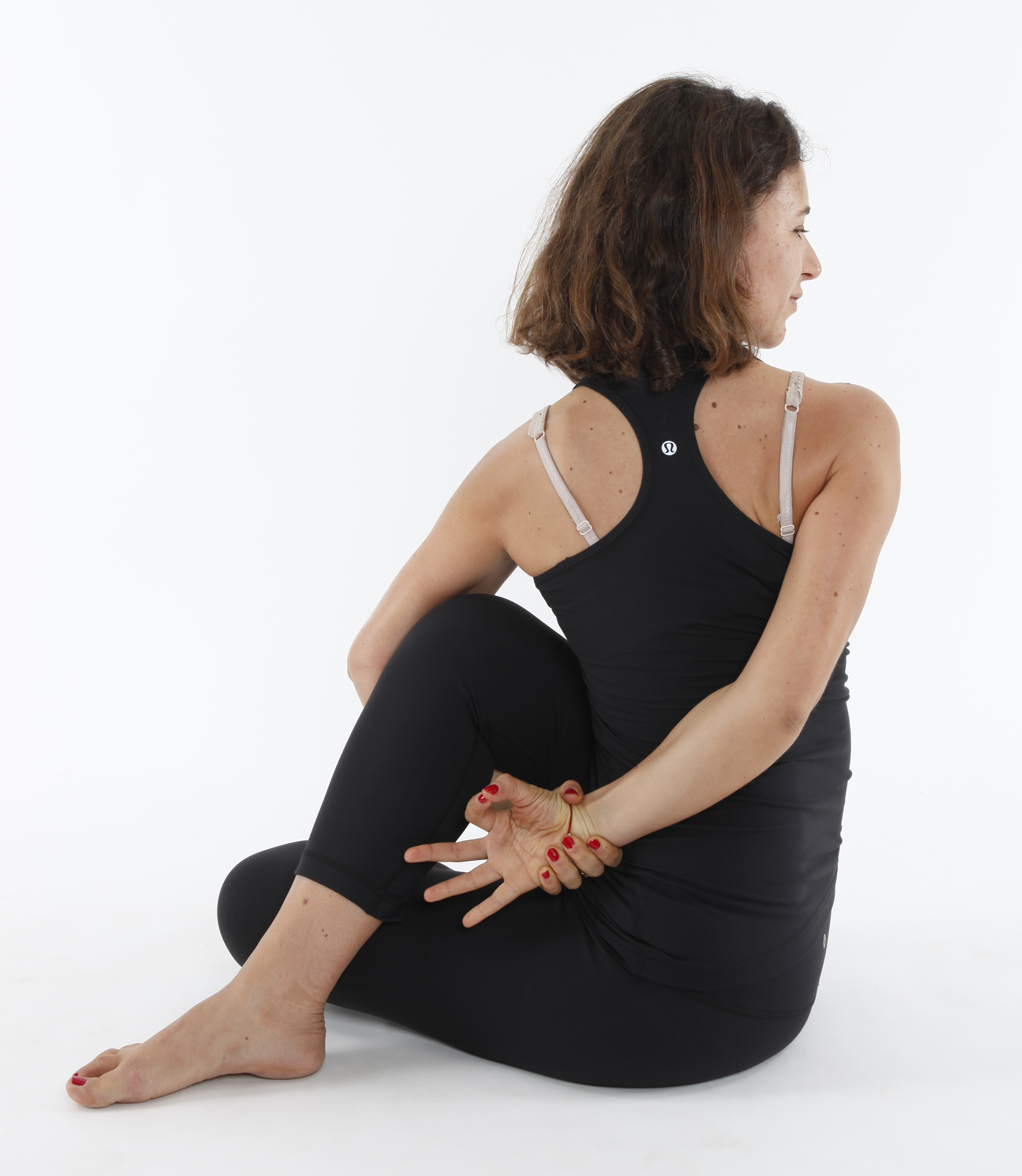
Rückansicht der Pose

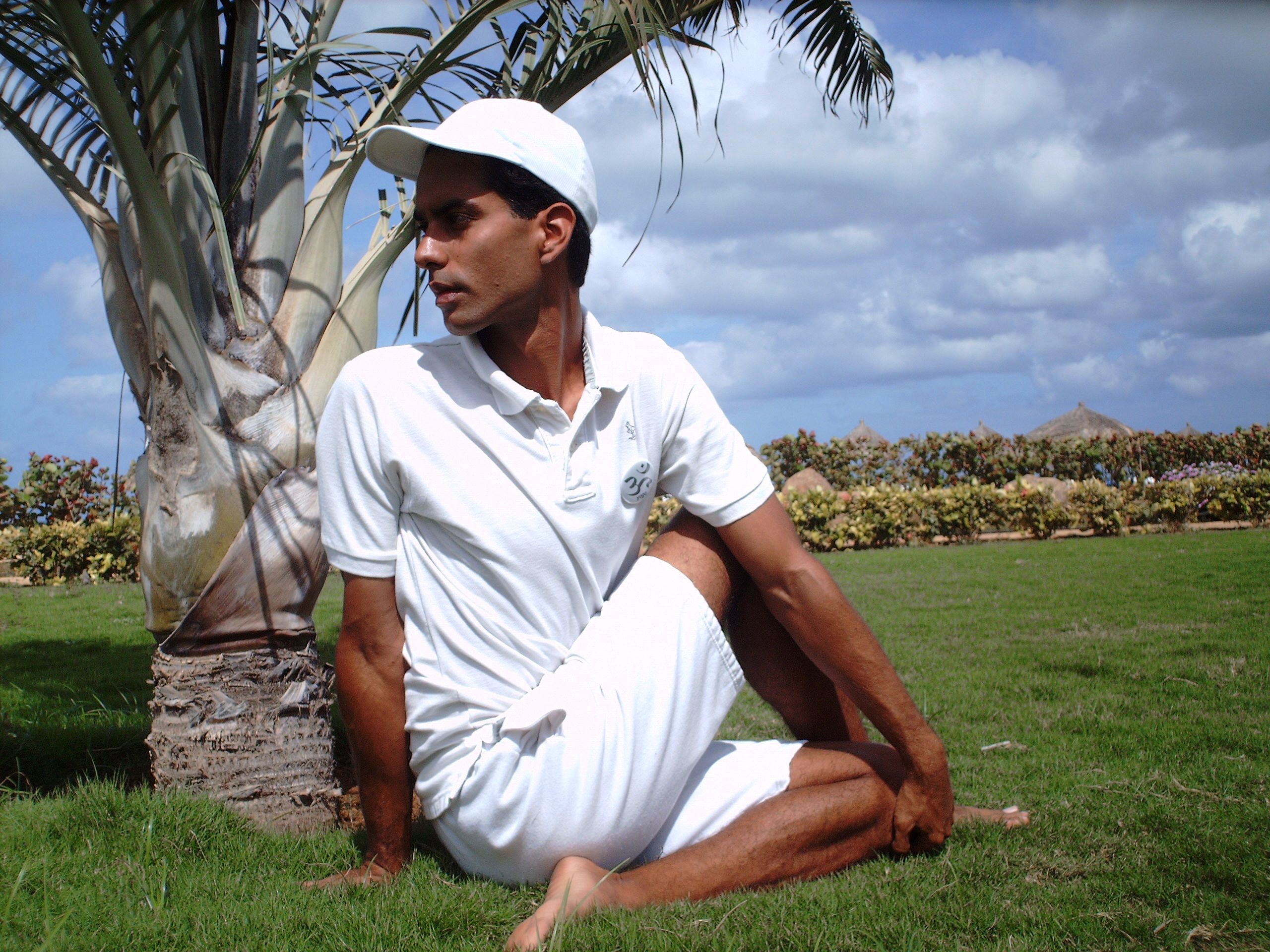

Ardha Matsyendrasana (Sanskrit अर्ध मत्स्येन्द्रासन, IAST ardha matsyendrāsana), deutsch Halber Drehsitz oder Drehsitz, ist eine klassische Übung des Yoga und Teil der Rishikesh-Reihe. Der Sanskritname bildet sich aus den Wörtern ardha „halb“, matsyendra, dem mythischen Begründer des Hatha-Yoga sowie „Herrn der Fische“  und āsana „Sitz“ oder allgemeiner übersetzt „Körperhaltung“. Es gibt nur ganz wenige Asana, deren Name auf eine Person zurückgeht.

## Mythologischer Hintergrund zu Matsyendra
B. K. S. Iyengar beschreibt den mythologischen Hintergrund folgendermaßen: „In der Hathapradipika wird Matsyendra als einer der Begründer des Hatha-Vidya erwähnt. Es heißt, dass Shiva einst auf eine einsame Insel ging, um seiner Gattin Parvati die Geheimnisse des Yoga zu erklären. Ein Fisch, nahe der Küste, hörte konzentriert und regungslos jedes Wort mit. Als Shiva erkannte, dass der Fisch Yoga erlernt hatte, besprengte er ihn mit Wasser. Sogleich nahm der Fisch göttliche Gestalt an und wurde Matsyendra, der Herr der Fische, der später die Weisheit des Yoga verbreitete.“

## Körperliche Ausführung
Ardha Matsyendrasana ist stets nach beiden Seiten auszuführen. Die folgenden Passagen beschreiben jeweils die Drehung des Oberkörpers nach links.
In der Hathapradipika steht in Vers 26 die folgende Anleitung für die Ausführung: „Den rechten Fuß auf den Anfang des linken Oberschenkels legen, den linken Fuß neben das rechte Knie setzen, dann den Oberkörper drehen und den linken Fuß mit der rechten Hand und den rechten Fuß mit der linken Hand fassen, so sitzen, dass das linke Knie die Rückseite des rechten Oberarmes berührt […].“
Nach Swami Sivananda wird die Drehung gefördert, wenn der linke Arm – anstatt die Hand zum Boden zu führen – rückwärts um den Rücken herum bewegt wird, bis die Hand die rechte Hüfte erreicht und man auch den Kopf miteinbezieht und „zur linken Schulter wendet.“ Swami Vishnu-Devananda, ein direkter Schüler von Swami Sivananda, strebt mit der linken Hand bis zum rechten Oberschenkel. Auch im Ashtanga Vinyasa Yoga, der von K. Pattabhi Jois, einem Schüler von T. Krishnamacharya begründet wurde, geht die linke Hand zur rechten Hüfte.
B. K. S. Iyengar ist es für die Ausführung wichtig, das Gesäß zu heben, den linken Fuß unter dieses zu legen und sich darauf zu setzen, so dass die linke Ferse unter dem linken Gesäßteil liegt.

## Leichtere Varianten
André van Lysebeth, Yoga Vidya, B. K. S. Iyengar und andere empfehlen Anfängern, anfangs einfachere Varianten als Vorbereitung zu üben. Eine Vereinfachung, die aber dieselben Vorteile wie die vollständige Asana vermittelt, besteht nach Lysebeth für Ardha Matsyendrasana beispielsweise darin, das rechte Bein gestreckt zu lassen.

## Führung der Aufmerksamkeit in der Übung
„Man konzentriert sich auf die Entspannung der Muskulatur der Wirbelsäule und folgt mit dem Geiste der fortschreitenden Drehung des Rückgrates vom Sakrum bis zum Schädel.“

## Gesundheitliche Aspekte
Erling Petersen bezeichnet den Drehsitz in seinem Yoga-Übungsbuch als eine der wenigen Übungen, „die den Rücken in aufrechter Haltung beweglich machen. Diese Wirkung wird erzielt durch die axiale Rotation der ganzen Wirbelsäule von den Lenden bis zum Kopf. Die vertikale Drehung verhindert eine Versteifung und Abnutzung der Wirbelsäule.“
Swami Sivananda sagt, dass der Drehsitz die Wirbelsäule federnd erhält und den Unterleibsorganen eine kräftige Massage vermittelt. Weiter werden die Rückenmarksnerven und das Sympathikussystem gestärkt, weil sie gut durchblutet werden. „Gegen Verstopfung und Verdauungsstörungen hilft diese Übung ausgezeichnet.“